# New Mill (Kornwalia)
New Mill – wieś w Anglii, w Kornwalii. Leży 4 km na północny zachód od miasta Penzance i 411 km na zachód od Londynu.